# Scaphiophis albopunctatus
Scaphiophis albopunctatus är en ormart som beskrevs av Peters 1870. Scaphiophis albopunctatus ingår i släktet Scaphiophis och familjen snokar. Inga underarter finns listade i Catalogue of Life.
Arten förekommer i nästan hela Afrika söder om Sahara men den saknas i Sydafrika. Honor lägger ägg.